# Ryan Dunn
Pour les articles homonymes, voir Dunn.
Ryan Matthew Dunn est un acteur et cascadeur américain né le 11 juin 1977 à Medina en Ohio et mort le 20 juin 2011 à West Chester dans la banlieue de Philadelphie. Ryan était membre de CKY et de Jackass. Grand passionné de voitures, il a d'ailleurs participé au rallye Gumball 3000.

## Biographie
Ryan s'est établi avec ses parents pendant son adolescence en Pennsylvanie après avoir dû quitter l'Ohio pour lutter contre un problème de drogue.
Dunn est connu pour démolir des voitures ; il a fait plusieurs tonneaux alors qu’il conduisait accompagné de Raab Himself, Bam Margera et Jess Margera (en), sans être gravement blessé.
Durant le tournage du film Jackass : The Movie, la voiturette de golf qu’il conduisait se retourna lors d’un saut. Ryan fut éjecté et la voiturette s’écrasa à quelques centimètres de la tête de Johnny Knoxville, assommé.
Après Jackass, Ryan interprète le rôle principal du film de Bam Magera : Haggard, inspiré d’une anecdote de sa propre vie.
Il participe également à la série Viva La Bam et eut même sa propre émission sur MTV, Homewrecker dans laquelle il saccage des appartements.
Ryan Dunn est décédé dans accident de la route dans la nuit du 20 juin 2011.
Jason Acuña et Bam Margera, ses confrères dans Jackass, lui ont rendu hommage en se tatouant son visage : Jason sur le mollet, Bam sur le bras. En 2013, dans le film Bad Grandpa réalisé par Johnny Knoxville, on peut voir un hommage à la fin du générique.
Johnny Knoxville déclare peu de temps après, qu'ils ne tourneront plus de Jackass. Car sans Ryan ce n'est plus Jackass. Néanmoins, un hommage à Ryan peut être aperçu à la fin des crédits du film Jackass Forever, sorti en 2022.

## Accident

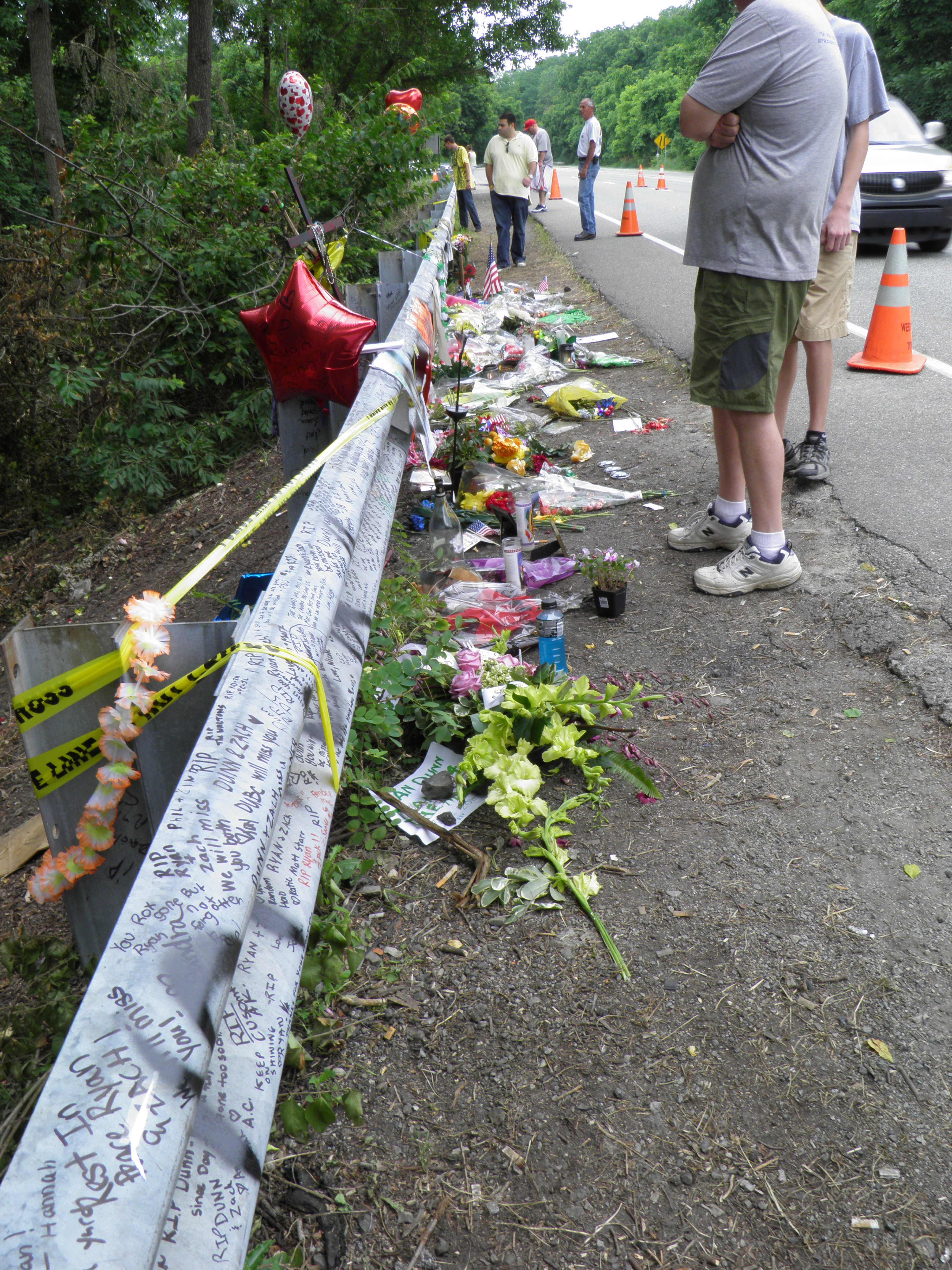
Hommages sur le lieu de l’accident

Le 20 juin  2011, vers 3h30, ils rentraient du bar en Porsche 911 GT3 quand Dunn a perdu le contrôle de son véhicule, est sorti de la route et a heurté un arbre, mettant le feu au véhicule. Les deux occupants du véhicule sont tués sur le coup,. Le rapport de police l'a identifié comme conducteur du véhicule, Il roulait entre 212 et 225 km/h (132-140 mph) sur une route limitée à 90 km/h (55 mph).
Son alcoolémie était de 1,96 g, soit plus de deux fois la limite de 0,8 g autorisée dans cet État.
Quelques heures avant la collision, Dunn a posté sur son compte Twitter une photo montrant deux personnes en train de boire, Dunn et Zachary Hartwell, un assistant de production de Jackass Number Two,.
Avant sa collision mortelle, Dunn a déjà été condamné pour conduite sous emprise de l'alcool, lui faisant suivre un programme de traitement. Après son accusation de 2005 et le suivi d'un programme son bon comportement a permis d'effacer les enregistrements.

## Filmographie

### Cinéma
- 1996 : Invader : Army Private
- 2002 : Jackass : Le film : lui-même
- 2003 : Haggard: The Movie : Ry
- 2004 : Client 3815 : Jackson
- 2005 : A Halfway House Christmas (en) : Buzz
- 2006 : Jackass: Number Two : lui-même
- 2008 : Jackass 2.5 : lui-même
- 2009 : minghags (en) : tucker
- 2009 : Street Dreams : Cash
- 2010 : Living Will (en) : Belcher
- 2010 : Jackass 3D : lui-même
- 2011 : Jackass 3.5 : lui-même

### Télévision
- 2008 : New York, unité spéciale : Riley Slade (saison 10, épisode 10)